# BRIXXON Elektromos Autó Kft.
A BRIXXON Elektromos Autó Kutató, Tervező, Fejlesztő, Gyártó és Forgalmazó Kft. 2007 májusában alakult Budapesten. Kezdetben a cég székhelye az Őrségben levő Apátistvánfalván, a fióktelepe Budapesten volt. 2008 márciusában a budapesti fióktelepet megszüntették, és Ausztriában alakították ki a Stájerországban levő Weiz városában. A cég saját maga tervezte és gyártotta le két prototípusát, amely a Bontino márkanevet kapta.

## Tevékenysége
A folyamatos fejlesztések után a BRIXXON 2010 szeptemberében kezdte meg sorozatgyártását a Bontino Caffo névű elektromos autójának, amelynek végsebessége 130 km/h; saját fejlesztésű erőforrással és energiatárolással rendelkezik, amelynek a révén az alapcsomagban 200 km hatótávolságra való energiát tárol. A normál 230 V-os hálózatból 40 perc alatt lehet feltölteni az akkumulátorokat, gyorstöltéssel ez az idő 3–7 perc. A cég törekvéseit támogatja az osztrák állam, a stájerországi gazdasági kamara, valamint a bécsi klímaalapítvány is.
A cég elsősorban elektromos bérautó hálózat részére gyártja autóit, de részt vesz a minőségi turizmus és a belsővárosi közlekedés fejlesztésének a területén is. Az autói pick up és dobozos kivitelben kerülnek gyártásra.
A cég központja szeptembertől az ausztriai Ebersdorf bei Hartberg lesz Stájerországban, ahol nem csak a gyártás, hanem a központi kutató-fejlesztő munka is történik. A tervek szerint 2011-ben 18 000 elektromos autót gyártanak az osztrák területen, 2012-ben viszont már a német és orosz gyártóegységek bekapcsolásával 100 000, 2015-ben Európa-szerte 500 000 darab elektromos járművet állítanak elő. [forrás?]